# Philippe Meirieu
Philippe Meirieu, nacido el 29 de noviembre de 1949 en Alès (Gard), es un investigador, ensayista y político francés, especializado en ciencias de la educación y pedagogía. Profesor en ciencias de la educación en la Universidad de Lyon II - Lumière desde 1985, ha llevado numerosas investigaciones, en particular sobre la diferenciación pedagógica y filosofía de la educación. Ha dirigido 49 tesis.
Philippe Meirieu ha contribuido a difundir los principios pedagógicos del movimiento de la Nueva educación en Francia, y en 1998, según el diario Libération, se convirtió en «el pedagogo más escuchado por nuestro Gobierno». Ha sido el inspirador de numerosas reformas pedagógicas, como la introducción de módulos en el liceo y el Institut universitaire de formation des maîtres (IUFM) a principios de los años 90, y la introducción del trabajo personal supervisado (Travaux personnels encadrés - TPE) y la educación cívica, jurídica y social (Éducation civique juridique et sociale - ECJS) en el marco de la reforma del liceo de 1998-1999. Sus tesis sobre pedagogía también han sido muy criticadas.
Miembro del Partido Socialista, y después de Europa Écologie, se define a sí mismo como militante y hombre de izquierdas. Entre 2010 y 2015, fue vicepresidente de la región Ródano-Alpes, responsable de la formación permanente. Desde junio de 2020, es presidente de la asociación nacional de Ceméa (centros de formación en métodos de educación activa).

## Biografía
Philippe Meirieu comenzó su carrera como profesor en el liceo privado Notre-Dame del Grandchamp de Versalles a mediados de los años 1970. Tras obtener un máster en París, se convirtió en profesor de filosofía en el liceo. Deseoso de enseñar en la escuela primaria, obtuvo el CAP (certificado de aptitud pedagógica) como profesor de primaria, y después enseña el francés en un colegio privado bajo contrato experimental en Lyon. Allí se convirtió en «coordinador pedagógico» e introdujo la «diferenciación pedagógica» (o enseñanza diferenciada), permitiendo a sus alumnos escoger su número de horas lectivas y los métodos de trabajo en cada asignatura. Este experimento pedagógico fue evaluado repetidamente de manera positiva por el laboratorio de pedagogía experimental de la Universidad Luz Lyon-II, dirigido por el profesor Guy Avanzini. Bajo su dirección, Meirieu preparó y defendió una tesis doctoral en 1983 en ciencias humanas sobre el tema las prácticas grupales en la escuela. En 1985, acaba siendo profesor en Ciencias de la Educación en la universidad Luz Lyon-II. Fue también redactor en jefe de los Cahiers pédagogiques y aún permanece como colaborador del Café pédagogique.
De 1990 a noviembre de 1993, es miembro del Consejo nacional de los programas. Paralelamente a ello, crea en 1991 la colección Pedagogías en ESF editor. Todavía hoy, es el director y el uno de los principales autores de esta colección.
Entre los años 1993-1994, Philippe Meirieu retoma, cerca de sus actividades universitarias, una enseñanza de francés en un instituto profesional de Vénissieux (el liceo Marc-Seguin). De 1994 a 1998, es director del Instituto de las ciencias y prácticas de educación y de formación (ISPEF) de la universidad Luz Lyon 2. En 1997-1998, preside, a instancias de Claude Allègre, el Comité de organización de la consulta y del coloquio Qué saberes enseñar en los liceos?. Resultado director del INRP en 1998, dimite en 2000, estimando al lado de enseñantes como Erwan El Roux, Johan El Roux y Gwénolé Gorrec, que « la persecución de la renovación pédagogique es comprometida gravemente ». Efectivamente, había comprometido el INRP en un paso de acompañamiento de las investigaciones e innovaciones de terreno y este proyecto acababa de ser puesto en causa por el ministro Jack Lang que había creado, cerca del INRP y sin concertación, el Consejo nacional de la innovación.
Posteriormente pasa a ser director del Instituto universitario de formación de los maestros (IUFM) de la Academia de Lyon de 2001 a 2006. Renuncia entonces a postular a un nuevo mandato. Sintiéndose demasiado en desacuerdo con las decisiones tomadas los años precedentes en la propiedad educativa, no desea estar nombrado por el ministro de la Educación nacional, Gilles de Robien. Enseña luego nuevamente al ISPEF de la universidad Luz Lyon 2.
En 2006, es participante del proyecto cultural y educativo « Citado de los saberes del siglo XXI » para la isla Seguin con otras personalidades tales que Rijo Debray, Albert Jacquard o Axel Kahn. Es miembro del comité de apadrinamiento de la Coordinación francesa para la Década de la cultura de paz y de no violencia y del consejo científico de la Agencia del medio ambiente y del dominio de la energía (ADEME).
De septiembre de 2006 a diciembre 2009, es responsable del canal de televisión educativa Cabo Canal, hoy en día ya desaparecida. En este marco, trata, entre demás, la revista Cabo Infos, que trata todas las cuestiones pedagógicas ligadas a la escuela y a la formación de las profesoras.
Meirieu se retira definitivamente en octubre de 2014 con casi 65 años. A esta ocasión, un coloquio sobre su trabajo está organizado por la universidad Luz Lyon 2, el 10 de enero de 2015 sobre el tema « ¿Dónde van los pedagogos? ». Este coloquio ha dado lugar a la publicación de una labor bajo este mismo título coordinado por Jean Rakovitch a las ediciones ESF-Ciencias humanas. Es, desde 2016, presidente de la Asociación Héloïse - Itinerario de los pedagogos europeos.
Desde la llegada al ministerio de la Educación nacional de Jean-Michel Blanquer, ha manifestado varias veces su oposición a la política de este último, en particular sobre la posibilidad ofrecida a los municipios de volver a la semana de los cuatro días. Ha firmado una tribuna sobre este punto en El Figaro el 11 de octubre de 2017 con Antoine Compañero, Boris Cyrulnik, Jacques Julliard, Pierre Nora y Antoine Prost. Ha criticado igualmente el uso de la neurociencia como «fundamento pedagógico» y cualificado, en Liberación del 20 de diciembre de 2017: «Una escuela primaria muy enmarcada donde se enseña los "buenos contenidos" con los "buenos métodos" para garantizar un tipo de base cultural. (...) Pero temo que estas dos perspectivas sean callejones : la escuela primaria tiene tanto la necesidad de innovación para crear un contexto común entre los alumnos que la enseñanza secundaria de promover la solidaridad en una sociedad en decadencia».
Entre 2002 y 2010, ha mantenido una rúbrica semanal en La Vida.
Actualmente, este profesor es doctor honoris causa de la universidad libre de Bruselas y de la universidad de Montreal[réf. [cita requerida] El 8 de septiembre de 2007 ha sido inaugurado, a Plougoumelen (Morbihan), la escuela Philippe-Meirieu, primera escuela pública de esta común.

## Teorías pedagógicas
Según él, el rol de la escuela es a la vez de instruir y de educar, la finalidad que es la emancipación de la alumna y el desarrollo de su autonomía. De este hecho, como lo había demostrado también Olivier Reboul, todo enseñante está confrontado a uno cierto número de contradicciones :
- El enseñante (y más globalmente todo educador) tiene que esforzarse de transmitir normas sociales para favorecer la inserción de la niña en la sociedad. Pero debe aprender también a opinar por sí mismo y a examinar de manera crítica las reglas sociales existentes. La educación a la libertad toma un carácter paradójico.
- Hay asimismo una tensión entre la necesidad de hacer adquirir a la alumnado de los saberes que son necesario a su formación y la toma en cuenta de sus centros de interés. Efectivamente, todo aprendizaje verdadero necesita la movilización del interés del alumno. Sobre este punto precisa durante una conferencia que mantiene en Lille que "la competencia es el resultado naciente bajo la acción del arma evaluativa" y que esta competencia es perjudicial para la mayoría de las alumnas. Solos los saberes escolares que hacen sentidos para el alumno podrán estar asimilados para toda la vida. Entonces, intenta promover en la escuela los temas o de las actividades que son susceptibles de activar el interés inmediato del alumno. No obstante, privilegiando los centros de interés de los alumnos, el educador tiene el riesgo de no abrir a nuevos objetos de conocimiento y a nuevas prácticas culturales. Philippe Meirieu resume el problema así : «¿El interés del alumno es lo que lo interesa o más bien lo que es en su interés? Porque de toda evidencia, lo que lo interesa no es siempre en su interés y lo que es en su interés no lo interesa verdad>>. .

Para explicar — incluso sobresalir — estas contradicciones, Meirieu pone en antes el fundamento ético de la educación. Él enuncia así dos postulados que explican el acto educativo :
- El postulado de educabilidad (inspirado del filósofo y pedagogo Herbart, sucesor de Kant) : toda persona es susceptible de ser educado, y soy capaz, en persona, de educarla. Es este principio que conduce al enseñante a hacer evolucionar sus prácticas pedagógicas de manera que haga evolucionar a los alumnos, tanto a efectos cognitivo que en el ámbito socio-afectivo.
- El postulado de libertad se da durante el principio de educabilidad. En las sociedades democráticas, la educación no puede ser asimilada al adiestramiento. Sus resultados son pues inciertos porque en última instancia, el aprendizaje es del resalta del alumno.
- Los postulados de educabilidad y de libertad son a la vez necesarios y contradictorios, pero ningún de los dos no tiene que estar abandonado. Todo al contrario, es que busca cómo devolver compatibles los principios que expresan que los pedagogos hacen fuera de la pedagogía. Philippe Meirieu retoma aquí la fórmula de Rousseau en la Émile o de la educación. Sin embargo, Philippe Meirieu no niega nullement el interés de « restricciones », siempre y cuando son fécondes, es decir donde constituyen dispositivos favorecedores al compromiso y al adelantamiento del asunto. Se inspira mucho, sobre este punto, de Korczak que muestre cómo la restricción que impone la prórroga a la immédiateté autorice (sin, sin embargo, poder controlarla) la emergencia del pensamiento.

Pone antes todo el énfasis sobre el hecho que cada alumno es diferente y que las clases son forzosamente heterogéneas. Frente a esta heterogeneidad, propone de utilizar la pedagogía diferenciada y más particularmente los grupos de necesidad. De manera más general, él puise su reflexión en los escritos de las grandes figuras de la pedagogía tal Pestalozzi, Makarenko, Korczak, Montessori, Freinet, Fernand Oury, etc.
A marchar de los años 2000, su trabajo se amplía a las cuestiones educativas sobre la vertiente familiar y social. Subraya, en sus labores y artículos, en qué la subida de la individualismo social, descrito, en particular, por Marcel Gauchet, la multiplicación de las prótesis tecnológicas y la empresa publicitaria y mediática empujan la niña a desarrollarse sobre el método intuitivo y devuelve más difícil el acceso al pensamiento. Subraya la importancia, para eso, en toda educación, de promover la «prórroga», la simbolización y la cooperación.
Mientras que recomienda el estudio de la literatura clásica en su prueba De las niñas y de los hombres aparecidos en 1999, confiesa haberse equivocado cuando, 15 años más temprano, estimaba que « los alumnos desfavorecidos tenían que aprender a leer en modos de trabajo de aparatos electrodomésticos antes que en los textos literarios. […] Me he equivocado. Para dos razones: primero, porque las alumnas tenían la impresión que esto era despreciarlos; y segundo, porque los privaba de una cultura esencial.».
Ha escrito numerosas labores y artículos en los cuales se explica sobre las deformaciones cuyas según lucido sus propósitos han hecho el objeto, precisando su pensamiento a lo largo de su carrera.

### Críticas recibidas
Los trabajos de Philippe Meirieu son el objeto de controversias, sobre todo de la parte de Liliane Lurçat, la asociación Salvar las cartas, la asociación Reconstruire la Escuela y la asociación SOS EDUCACIÓN.
De los intelectuales tales que Rijo Debray,, Marcel Gauchet,, Alain Finkielkraut, o Jacqueline de Romilly consideran su aplicación por el cuerpo que enseña como parcialmente responsable de un declive general del nivel de la Educación nacional que dicen constatar.
En 2011, el Club del reloj atribuye el premio Lyssenko para « su contribución mayor a la ruina de la enseñanza ».
De los enseñantes discuten sus teorías educativas fundadas sobre el «alumno que aprende» antes que sobre saberes fundamentales. « Philippe Meirieu ha sido muy a menudo tomado aparte por los republicanos que lo acusan de haber contribuido al declive del nivel de los alumnos así como al derrumbamiento de la autoridad de los enseñantes por su ideología pedagogista, igualitaria y demagógica» Ha sido discutido por periodistas tales que Natacha Polony, de los educadores como Agnès Joste o Jean-Paul Brighelli.
Denis Kambouchner, en su libro Una Escuela contra la otra criticaba las reformas pedagógicas propuestas por Philippe Meirieu, entonces aconsejar de Claude Allègre. Se ubica siempre el pensamiento de éste en la continuidad de una  "tradición utópica, que remonta a Jean-Jacques Rousseau, a Pestalozzi, que ha sido practicado en escuelas experimentales a Estados Unidos o en la URSS". Reconoce sin embargo en le uno hombre «preocupado de promover un diálogo » con el cual se concede hoy « sobre uno cierto número de conclusiones ».
Esta crítica se radicaliza bajo la pluma de Jean-Claude Michéa para que Meirieu representa el promotor de una transformación liberal de la educación : « No sabemos mejor subrayar todo lo que la gestión del capitalismo moderno debe, en Francia, a las ideas de un Philippe Meirieu. Gageons que la clase dirigente sabrá recompensar un empleado también precioso ofreciéndole, uno de estos días, una plaza de diputado europeo. No sabríamos hacer menos.» Philippe Meirieu ha respondido largamente en el libro-entrevista publicada con Luc Cédelle Un pedagogo en la Ciudad 
De otras polémicas han debatido Alain Finkielkraut y Philippe Meirieu. Este último se escribió el 8 de mayo de 2000; que fue una carta abierta a Alain Finkielkraut publicada en Le Monde : « ¿De qué color será la estrella cuya se vestirá mañana, si los clérigos que os representan venían, por desgracia, a nuestro gobierno, los pedagogos como yo?» Finkielkraut matizó sus acusaciones personales en 2008 contra Philippe Meirieu calificándolo de « hombre de diálogo ».
Se evocó, entonces, en 2000 esta querella « entre “pedagogos” y “antipedagogos”» que levanta las conclusiones de la « descomposición de la enseñanza» y debate sobre la « ilusión pedagógica ».
Gérard Molina, constata que éste ha cambiado de posición y ha efectuado una auto-crítica, auto-crítica que juzga sin embargo es irrisorio.
Philippe Meirieu ha tenido la ocasión de debatir repetidamente con sus adversarios. En su edición del 2 de septiembre de 2011, el periódico Le Monde publica una entrevista con Marcel Gauchet bajo el título : « Contra la ideología de las competencias, la escuela tiene que aprender a opinar ». El 8 de octubre de 2016, debate, en la emisión Réplicas de Alain Finkielkraut, con Robert Redeker, que ha publicado un panfleto donde es vigorosamente puesto en entredicho en una emisión titulada « La crisis de la escuela ».
Philippe Meirieu es igualmente criticado por los que él reprochan de haber "revisado" las palabras de orden de la educación nueva, criticado la no-dirección, los métodos laborales libres por grupo (que desembocan, según él, si no son regulares pedagógicamente, a un sesgo de los alumnos, la ideología de las competencias (que parece desmoronar los saberes y hacer el callejón de la intencionalidad de los aprendizajes), los partidarios de "la innovación a todo premio" (comprendí en la propiedad del numérico)[réf. necesario] : responde a estos ataques en que se posicionan contra este que nombra el "naturalismo pedagógico" en su labor Educar después de los atentados. 

## Publicaciones
- ¿Aprender agrupa?. 1, Itinerario de las pedagogías de grupo, Lyon : Crónica social, 1986.
- Aprender... sí pero cómo, ESF editor, colección Pedagogías, 1987.
- La Escuela moda de trabajo : de los métodos activos a la pedagogía diferenciada, ESF editor, 1989.
- La Máquina-escuela, con Stéphanie los Bares, Gallimard, 1991.
- La Elección de educar, ESF editor, colección Pedagogías, 1991 (reedición en 2007).
- La Pedagogía entre decirlo y hacerlo, París, ESF editor, 1995.
- La Escuela o la guerra civil, con Marc Guiraud, Plon, 1997.
- De los niños y de los hombres, ESF editor, colección Pedagogías, 1999.
- Dos Voces para una escuela, con Xavier Darcos, Desclée de Brouwer, 2003.
- Hacer la escuela, hacer la clase, ESF editor.
- El mundo no es un juguete, Desclée de Brouwer, 2004, traducido en español y en catalán.
- Pondremos nuestros niños en la escuela pública, París, Editábamos Mil y Unas Noches, 2005.
- Carta a un joven profesor, París, ESF editor, 2005.
- Escuela, pedís el programa, París, ESF editor, 2006.
- Otra televisión es posible, Crónica social, 2007.
- Pedagogía : el deber de resistir, París, ESF editor, 2007.
- Frankenstein educador, París, ESF editor, 2007.
- Carta a las grandes personas sobre las niñas de hoy, París, Ediciones Calle del Mundo, 2009.
- Elevar vuestra niña de 6 a 12 años con Marcel Rufo, Christine Schilte, Pascale Leroy, París, Hachette Práctico, 2009.
- Un pedagogo en la Ciudad : conversación con Luc Cédelle, París, Desclée de Brouwer, 2012.
- Korczak : para que vivan las niñas (ilustraciones de PEF), París, Calle del Mundo, 2012.
- Pedagogía : de los lugares comunes a los conceptos llaves, París, ESF editor, 2013.
- El placer de aprender con E. Daviet, F. Dubet, B. Stiegler, & Colectivo, París, De otro modo, 2014.
- ¿Qué es aprender? con Émile, edición de Aube, La Torre-de Agudas, 2015.
- Educar después de los atentados, París, ESF editor, 2016.
- Nueva edición del Diccionario de pedagogía y de instrucción primaria dirigida por Ferdinand Buisson, establecida y presentada por Patrick Dubois y Philippe Meirieu, París, Robert Laffont, colección "Bouquins", 2017.